# Kevin Richardson
Kevin Scott Richardson (født 3. oktober 1971 i Lexington, Kentucky USA) er en amerikansk  sanger, model, skuespiller og komponist. Han er mest kendt som en del af gruppen Backstreet Boys. Kevin vælger i 2006 at forlade Backstreet Boys, da han efter eget ønske, gerne vil tilbage til skuespillerfaget. Men i 2012 vendte han tilbage til Backstreet Boys.. 
Han er gift med Kristin Willits. 

## Tidlige år
Kevin Richardson blev født i Lexington, Kentucky. Han er den yngste af tre brødre. Han har sunget i kirkekor, siden han var en lille dreng, og han begyndte at spille skuespil i high school.
Som ung var han med i en skakklub og spillede teater i skolen, hvor spillede med i "Bye, Bye Birdie" på sin skole i Kentucky, Estill County High School. Han var også en fodboldkaptajn. 
Før Backstreet Boys arbejdede han især som Aladdin og også som backstage tour guide  i Disney World (Orlando, USA). Han arbejdede på Walt Disney World, indtil han kom med i Backstreet Boys i 1993.
Kevin og Brian Littrell – også fra Backstreet Boys – er fætre. 